# Klugeana
Klugeana là một chi bướm đêm thuộc họ Noctuidae.